# Shoot Out at the Fantasy Factory
Shoot Out at the Fantasy Factory, uscito nel 1973, è il settimo album e il sesto da studio del gruppo rock inglese dei Traffic, successivo a quello del 1971, The Low Spark of High Heeled Boys, comprendente cinque canzoni. Shoot Out ottiene meno recensioni rispetto al suo predecessore, ma perviene al sesto posto della classifica dei Billboard Pop Albums, posizione più alta di quella raggiunta da Low Spark nel 1972. Similmente al suo predecessore, la copertina originale di Shoot Out ha gli angoli in alto a destra e in basso a sinistra ridotti. L'album venne rimasterizzato nel 2003 per il CD.

## Accoglienza
| Recensione       | Giudizio |
| ---------------- | -------- |
| AllMusic         | [ 2 ]    |
| Robert Christgau | (C)      |

Rolling Stone reagisce tiepidamente, affermando che la maggior parte delle canzoni sono troppo uniformate nella struttura e nel tono, ma che Evening Blue e (Sometimes I Feel So) Uninspired sono i punti più alti raggiunti. In sintesi, l'album "concretizza le contraddizioni che circondano il gruppo così come i punti alti che tengono in vita i Traffic".
Le recensioni retrospettive furono meno inclementi. AllMusic afferma che sia le composizioni che le performance sono uniformemente deboli, a cui si aggiunge "un lavoro competente, anche se superficiale, nel noto stile del gruppo". La recensione di Robert Christgau si riassume in una sola frase seguita dalla nota "Rivelazione: (Sometimes I Feel So) Uninspired"

## Brani
Tutte le canzoni sono state scritte da Steve Winwood e Jim Capaldi salvo se indicato diversamente fra parentesi.
1. Shoot Out at the Fantasy Factory – 6:05
2. Roll Right Stones – 13:40
3. Evening Blue– 5:19
4. Tragic Magic (Chris Wood) – 6:43
5. (Sometimes I Feel So) Uninspired – 7:31

## Versioni dell'album
Il master originale per intero di Shoot Out at the Fantasy Factory viene inizialmente ascoltato nella versione in vinile solamente negli USA, nel periodo in cui la Island Records era un'etichetta indipendente e l'album veniva prodotto e distribuito dalla Capitol Records.
Quando la distribuzione della Island con la Capitol terminò, i Traffic intrapresero una revisione del master dove Roll Right Stones e Uninspired venivano rimixati e "sfumati" prima. Uninspired venne accorciata di circa 15 secondi e Roll Right Stones di due minuti abbondanti. Questo master ridotto venne utilizzato per tutte le copie successive dell'album fino al maggio del 2003. Con la rimasterizzazione dell'album fatta dalla Island nel 2003, le versioni originali per intero di queste canzoni divennero infine disponibili su CD. Gli LP e i CD con le versioni accorciate ne riportano in modo falsato tempi più lunghi.

## Strumentisti
- Steve Winwood – voce, chitarra, piano, organo
- Chris Wood – sassofono, flauto
- Jim Capaldi – percussioni, seconda voce su Roll Right Stones
- David Hood – basso
- Roger Hawkins – batteria
- Rebop – percussioni

### Altri
- Barry Beckett – tastiere su Tragic Magic
- Jimmy Johnson – clarinetto su Tragic Magic
- Tony Wright – copertina

## Classifica
Album
| Anno | Classifica           | Posizione |
| ---- | -------------------- | --------- |
| 1973 | Billboard Pop Albums | 6         |

## Certificazioni
| Organizzazione | Livello | Data         |
| -------------- | ------- | ------------ |
| RIAA – USA     | Gold    | 3 marzo 1973 |